# UFC 108
UFC 108: Evans vs. Silva var en mixed martial arts-gala arrangerad av Ultimate Fighting Championship (UFC) i Las Vegas i USA den 2 januari 2010. Galans huvudmatch var mötet mellan Rashad Evans och Thiago Silva i lätt tungvikt.

## Bakgrund
UFC 108 drabbades av många återbud på grund av skada, bland annat flera potentiella huvudmatcher. Två titelmatcher, en i mellanvikt mellan den regerande mästaren Anderson Silva och Vitor Belfort och en i tungvikt mellan regerande mästaren Brock Lesnar och Shane Carwin, fick strykas under månaderna innan galan på grund av skadeproblem. Ett planerat möte mellan Antonio Rodrigo Nogueira och Cain Velasquez där vinnaren skulle få en titelmatch fick även den strykas på grund av skada. Eftersom den regerande mästaren i tungvikt Brock Lesnar var långtidsskadad spekulerades det i att UFC skulle låta Velasquez och Carwin mötas i en match om en interim-titel, detta förnekades dock av UFC.
Junior dos Santos skulle egentligen ha mött Gabriel Gonzaga men efter att Gonzaga lämnat återbud mötte han istället Gilbert Yvel. Yvel gjorde debut i organisationen efter att ha gått fler än 50 professionella MMA-matcher. Även Paul Daley fick en ny motståndare då Dustin Hazelett ersatte skadade Carlos Condit med mindre än en månads varsel.
Den 29 december, bara några dagar innan galan, tvingades Steve Cantwell lämna återbud till sin match mot Vladimir Matyushenko. UFC lyckades inte hitta någon ersättare på så kort tid så matchen fick strykas helt.
På invägningen dagen före galan misslyckades Paul Daley att nå gränsen för weltervikt (170 lb). Man ändrade därför matchen till en catchweight och Daley tvingades böta 10 % av sin lön till sin motståndare, Dustin Hazelett.

## Resultat

### Underkort
|                            | Rafaello Oliveira     | Lättvikt | John Gunderson |  |
| Segrare: enhälligt domslut | (30–27, 30–27, 30–27) |          |                |  |

|  | Mike Pyle | Weltervikt                       | Jake Ellenberger |  |
|  |           | Segrare: TKO efter 0:22 i rond 2 |                  |  |

|                                                | Mark Muñoz | Mellanvikt | Ryan Jensen |  |
| Segrare: submission (slag) efter 2:30 i rond 1 |            |            |             |  |

|                                                  | Cole Miller | Lättvikt | Dan Lauzon |  |
| Segrare: submission (kimura) efter 3:05 i rond 1 |             |          |            |  |

|                                                    | Martin Kampmann | Weltervikt | Jacob Volkmann |  |
| Segrare: submission (giljotin) efter 4:03 i rond 1 |                 |            |                |  |

### Huvudkort
|                                         | Junior dos Santos | Tungvikt | Gilbert Yvel |  |
| Segrare: TKO (slag) efter 2:07 i rond 1 |                   |          |              |  |

|                                                  | Jim Miller | Lättvikt | Duane Ludwig |  |
| Segrare: submission (armbar) efter 2:31 i rond 1 |            |          |              |  |

|  | Joe Lauzon            | Lättvikt                   | Sam Stout |  |
|  | (26-30, 27-30, 27-30) | Segrare: enhälligt domslut |           |  |

|  | Dustin Hazelett | Catchweight (172 lb)                   | Paul Daley |  |
|  |                 | Segrare: KO (slag) efter 2:24 i rond 1 |            |  |

|                            | Rashad Evans          | Lätt tungvikt | Thiago Silva |  |
| Segrare: enhälligt domslut | (29–28, 29–28, 29–28) |               |              |  |

## Bonusar
En bonus på $50 000 delas ut till Kvällens match, Kvällens knockout samt Kvällens submission.
- Kvällens match:Joe Lauzon mot Sam Stout
- Kvällens knockout: Paul Daley
- Kvällens submission: Cole Miller

### Webbkällor
- ”UFC 108 Results and Live Play-by-Play”. sherdog.com. http://www.sherdog.com/news/news/UFC-108-Results-and-Live-Play-by-Play-21765. Läst 7 april 2011.

### Fotnoter
1. 1 2  ”UFC 108 draws offical attendance of 13,529 for $1.97 million gate”. mmajunkie.com. Arkiverad från originalet den 30 juni 2012. https://archive.is/20120630015433/http://mmajunkie.com/news/17638/ufc-108-scores-offical-attendance-of-13529-for-1-97-million-gate.mma. Läst 7 april 2011.
2. ↑  ”Dave Meltzer: UFC 108 Estimated at Roughly 300,000 Buys”. bloodyelbow.com. https://bloodyelbow.com/2010/01/25/dave-meltzer-ufc-108-estimated-at/. Läst 7 april 2011.
3. ↑  ”Anderson Silva's recovery slow, not fighting Vitor Belfort at UFC 109”. mmajunkie.com. Arkiverad från originalet den 25 maj 2012. https://archive.is/20120525144333/http://mmajunkie.com/news/17020/anderson-silvas-recovery-slow-not-fighting-vitor-belfort-at-ufc-109.mma. Läst 7 april 2011.
4. ↑  ”Carwin: Lesnar Bout ‘Not Happening’ at UFC 108”. sherdog.com. http://www.sherdog.com/news/news/Carwin-Lesnar-Bout-Not-Happening-at-UFC-108-20730. Läst 7 april 2011.
5. ↑  ”UFC 108's Nogueira vs Velasquez winner guaranteed title shot”. mmajunkie.com. Arkiverad från originalet den 25 maj 2012. https://archive.is/20120525145014/http://mmajunkie.com/news/16806/ufc-108s-nogueira-vs-velasquez-winner-guaranteed-title-shot.mma. Läst 7 april 2011.
6. ↑  ”Nogueira has severe staph infection; UFC 108 bout with Velasquez off”. mmajunkie.com. Arkiverad från originalet den 25 maj 2012. https://archive.is/20120525145013/http://mmajunkie.com/news/16855/nogueira-has-sever-staph-infection-ufc-108-bout-with-velasquez-off.mma. Läst 7 april 2011.
7. ↑  ”Shane Carwin in talks to Fight Cain Velasquez for Interim Title”. fiveouncesofpain.com. Arkiverad från originalet den 22 november 2010. https://web.archive.org/web/20101122175349/http://fiveouncesofpain.com/2009/11/18/shane-carwin-in-talks-to-fight-cain-velasquez-for-interim-title/. Läst 7 april 2011.
8. ↑  ”Another good fight goes bye-bye: Gonzaga out of UFC 108”. yahoo.com. http://sports.yahoo.com/mma/blog/cagewriter/post/Another-good-fight-goes-bye-bye-Gonzaga-out-of-?urn=mma-204974. Läst 7 april 2011.
9. ↑  ”Dustin Hazelett verbally agrees to replace Carlos Condit, face Paul Daley at UFC 108”. mmajunkie.com. Arkiverad från originalet den 25 maj 2012. https://archive.is/20120525145016/http://mmajunkie.com/news/17145/dustin-hazelett-verbally-agrees-to-replace-carlos-condit-face-paul-daley-at-ufc-108.mma. Läst 7 april 2011.
10. ↑  ”Steve Cantwell vs. Vladimir Matyushenko pulled from UFC 108 fight card”. mmajunkie.com. Arkiverad från originalet den 25 maj 2012. https://archive.is/20120525145018/http://mmajunkie.com/news/17361/steve-cantwell-vs-vladimir-matyushenko-pulled-from-ufc-108-fight-card.mma. Läst 7 april 2011.
11. ↑  ”UFC 108 Weigh-ins: Evans, Silva Cleared”. sherdog.com. http://www.sherdog.com/news/news/UFC-108-Weigh-ins-Evans-Silva-Cleared-21811. Läst 7 april 2011.
12. ↑  ”UFC 108 fighter bonuses: $50,000 awards go to Stout, Lauzon, Miller and Daley”. mmajunkie.com. Arkiverad från originalet den 25 maj 2012. https://archive.is/20120525145019/http://mmajunkie.com/news/17402/ufc-108-fighter-bonuses-50000-awards-go-to-stout-lauzon-miller-daley.mma. Läst 7 april 2011.